# Adolf Hirémy-Hirschl
Pour les articles homonymes, voir Hirschl.
Adolf Hirémy-Hirschl (31 janvier 1860 - avril 1933) est un peintre hongrois connu pour ses peintures mythologiques, historiques ou romantique. Bien qu’il ait eu beaucoup de succès à Vienne à la fin du XIXe siècle, sa réputation a été éclipsée par la montée de la Sécession viennoise et de Gustav Klimt.

## Sa vie
Hiremy-Hirschl est né le 31 janvier 1860 à Timişoara, alors partie de la Hongrie. Il est allé, très jeune, à Vienne pour étudier et a reçu une bourse pour l'Académie des beaux-arts de Vienne en 1878. Il a remporté son premier prix deux ans plus tard avec "Farewell : Scène de Hannibal franchissant les Alpes". En 1882 il gagne un prix qui lui permet de se rendre à Rome.
Son séjour à Rome a eu une grande influence sur le choix de ses sujets. Après son retour à Vienne, il peint "La Peste à Rome" (1884), une œuvre qui est aujourd'hui perdue. Il reçoit de très bonnes critiques et gagne le Prix Impérial en 1891 et en 1898 la grande médaille d’or de l’État. En 1901, il reçoit lors de la Grande Exposition d’art de Berlin la petite médaille d’or.
Dans les années 1890, il fait scandale car il a une liaison avec une femme mariée Isabella Henriette Victoria Ruston. Il finira par l’épouser. Le couple a une fille Maud.
En 1899, il change son nom Hirschl pour Hiremy-Hirschl.
Il quitte Vienne et se rend à Rome, où il passe les 35 dernières années de sa vie en tant que membre éminent de la communauté artistique expatriée. En 1904, soixante-dix de ses œuvres ont été exposées lors d'une rétrospective. Il a été admis à l'Accademia di San Luca en 1911.
Une de ses dernières œuvres était "Sic Transit ..." (1912), une immense allégorie polyptyque sur la chute de l'Empire romain et la montée du christianisme. Ses héritiers ont conservé son atelier pendant des décennies après sa mort. Un grand nombre de ses dessins, aquarelles, pastels et esquisses à l'huile est devenu public seulement à partir des années 1980.
Il est mort à Rome en 1933.

## Ses œuvres

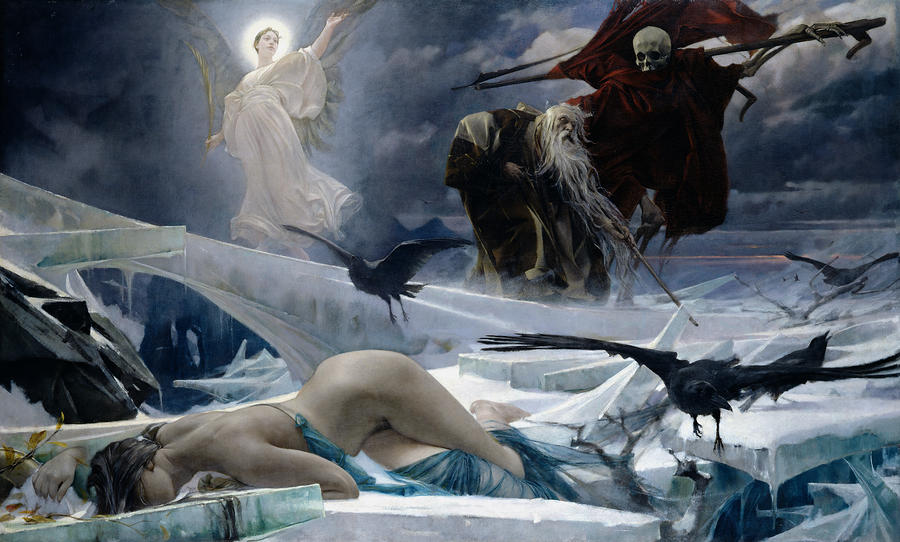
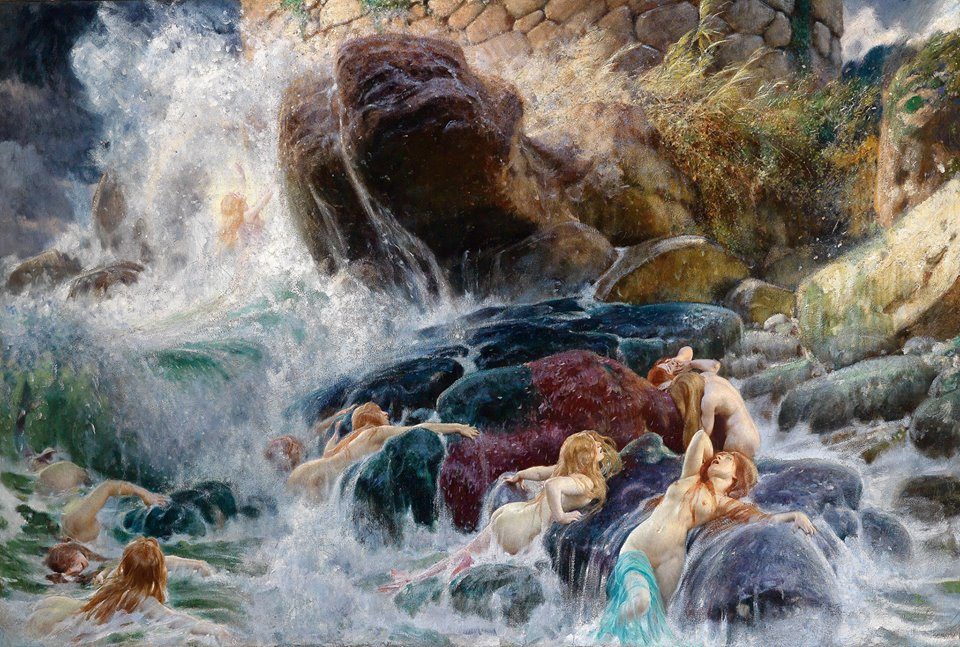
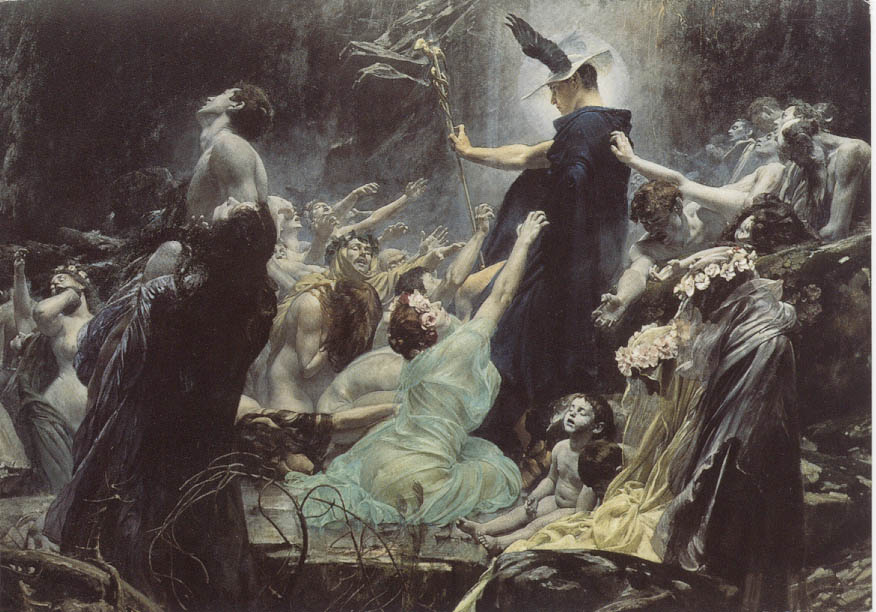
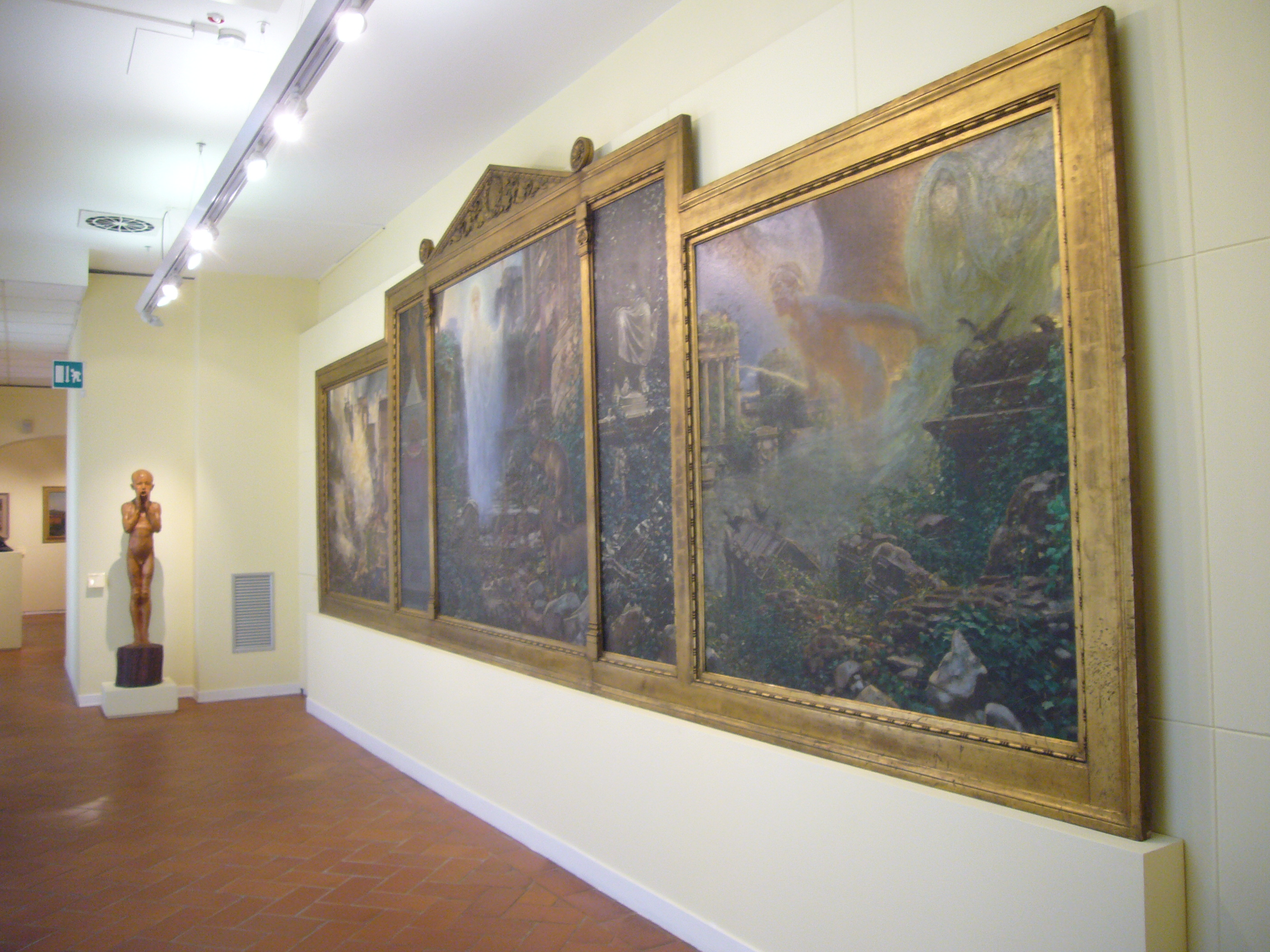